# ویویان مور
ویویان مور (به فرانسوی: Viviane Moore) رمان‌نویس قرن بیستم میلادی اهل فرانسه است.